# Julius Frey
Julius Frey (25 de octubre de 1881 en Stuttgart - 28 de agosto de 1960 en Stuttgart) fue un nadador alemán que compitió en la natación en los Juegos Olímpicos de París 1900.
Él era un miembro del equipo de natación de Alemania, que ganó la medalla de oro en los mismos Juegos Olímpicos.
También compitió en los 200 metros estilo libre de eventos y terminó octavo.